# Limite de stabilité
 (novembre 2020).
Le contenu est difficilement compréhensible vu les erreurs de traduction, qui sont peut-être dues à l'utilisation d'un logiciel de traduction automatique.

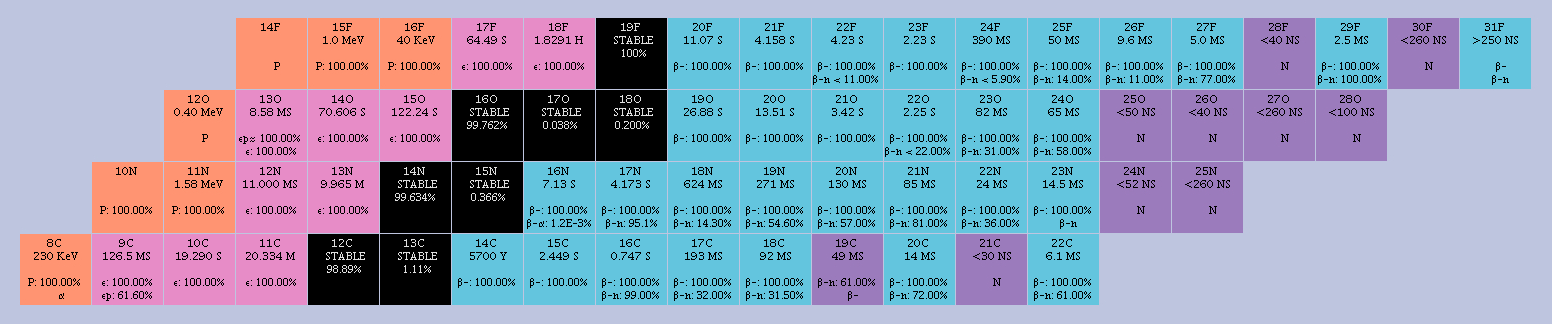
Carte des nucléides du carbone au fluor. Modes de décroissance :
émission de proton
émission de positron ou capture électronique
isotope stable
désintégration bêta
émission de neutron

En physique nucléaire, les frontières pour la stabilité des noyaux sont appelées limites de stabilité ou drip lines. Les noyaux atomiques contiennent à la fois des protons et des neutrons - le nombre de proton définit l'identité d'un élément (par exemple, le carbone a toujours 6 protons), mais le nombre de neutrons peut varier (le carbone 13 et le carbone 14 sont par exemple deux isotopes du carbone). Le nombre d'isotopes de chaque élément peut être représenté visuellement en traçant des boites, chacune d'elles représente un isotope unique, sur un graphique avec le nombre de neutrons sur l'axe des abscisses (axe X) et le nombre de protons sur l'axe des ordonnées (axe Y), ce que l'on dénomme habituellement la carte des nucléides.
Une combinaison arbitraire de protons et de neutrons ne conduit pas nécessairement à un noyau stable. On peut monter et/ou se diriger vers la droite de la carte des noyaux en ajoutant un type de nucléons (c'est-à-dire un proton ou un neutron, tous les deux appelés nucléons) à un noyau donné. Cependant, l'ajout de nucléons un à un à un noyau donné conduira éventuellement à un noyau nouvellement formé qui décroit immédiatement en émettant un proton (ou un neutron). En parlant familièrement, on dit que le nucléon a « coulé » (« dripped » en anglais) en dehors du noyau, donnant ainsi le terme « drip line ».
Les limites de stabilité sont définies pour les protons, les neutrons et les particules alpha et elles ont un rôle important en physique nucléaire. Les limites de stabilité des nucléons sont situées à des rapports proton sur neutron extrêmes : pour des rapports p:n au niveau ou au-delà des limites de stabilité, aucun noyau stable ne peut exister. La position de la limite de stabilité neutron n'est pas bien connue pour la plupart de la carte des noyaux, alors que les limites de stabilité proton et alpha ont été mesurées sur une large plage d'éléments.

## Description générale
Un noyau est composé de protons, particules possédant une charge électrique positive, et de neutrons, particules de charge électrique nulle. Les protons et les neutrons interagissent entre eux par le biais de la force nucléaire, qui est une interaction résiduelle de l’interaction forte qui s'exerce entre les quarks qui composent les protons et les neutrons. La présence de neutrons à l'intérieur du noyau permet de compenser la répulsion coulombienne qui s’exercent entre tous les protons présents au sein du noyau. Si un noyau possède trop peu de neutrons par rapport à son nombre de protons, alors l’interaction nucléaire n’est plus suffisante pour lier les nucléons entre eux dans le noyau ; l’ajout d’un proton supplémentaire dans ce noyau n’est alors pas possible car l’énergie nécessaire à sa liaison n’est pas disponible ; il est éjecté du noyau dans un laps de temps de l’ordre de 10−21 seconde. Les noyaux auxquels il n’est pas possible d’ajouter un proton supplémentaire constituent alors la limite d’existence proton.
Un noyau avec un trop grand nombre de neutrons par rapport à son nombre de protons n’existent pas non plus principalement du fait du principe d’exclusion de Pauli[pas clair].
Entre ces deux lignes, lorsqu’un noyau a un rapport favorable entre ses nombres de protons et de neutrons, la masse nucléaire totale est limitée par la désintégration alpha, ou limite d’existence alpha, qui relie les limites d’existence proton et neutron. La limite d’existence alpha est quelque peu difficile à visualiser puisqu’elle a des sections au centre de la carte. Ces limites existent du fait de la désintégration de particule, par laquelle une transition nucléaire exothermique peut avoir lieu via l’émission d’un nucléon ou plus (à ne pas confondre avec la désintégration d’une particule en physique des particules). Ce concept peut se comprendre en appliquant uniquement le principe de conservation de l’énergie sur l’énergie de liaison nucléaire.

### Transitions permises
En considérant si une transmutation, une réaction ou une décroissance nucléaire spécifique, est autorisée énergétiquement, il est uniquement nécessaire d’additionner les masses du (des) noyau(x) initial(initiaux) et de soustraire de cette valeur la somme des masses des particules produites. Si le résultat – ou la valeur Q – est positif, alors la transmutation est autorisée ou exothermique parce que de l’énergie est relâchée. À l’opposé, si la valeur Q est négative, alors la réaction est endothermique étant donné qu’au moins cette quantité d’énergie doit être apportée au système pour que la transmutation puisse se produire. Par exemple, pour déterminer si 12C, l’isotope le plus courant du carbone, peut se transformer en 11B en émettant un proton, on trouve qu’environ 16 MeV doivent être ajoutés au système pour que ce processus soit autorisé. Tandis que les valeurs Q peuvent être utilisées pour décrire une transmutation nucléaire, pour une désintégration, l’énergie de séparation d’une particule S est également utilisée ; elle est équivalent au négatif de la valeur Q. Autrement dit, l’énergie de séparation proton Sp indique combien d’énergie doit être ajoutée à un noyau donné pour lui retirer un seul proton. Ainsi les lignes de stabilité de particule définissent-elles les limites où l’énergie de séparation d’une particule est inférieure ou égale à zéro, de sorte qu’une émission spontanée de cette particule est énergétiquement autorisée.

## Terminologie
Le terme anglais « drip line » est majoritairement utilisé dans le milieu scientifique francophone. Il signifie littéralement la « ligne de goutte à goutte ». Cette appellation provient de l’analogie avec l’eau. Les nucléons s’écoulent des noyaux trop riches en un type de nucléon pour la même raison que l’eau goutte d’un robinet qui fuit : dans le cas de l’eau, il y a un potentiel plus bas qui est accessible et qui est assez grand pour surpasser la tension de surface produisant ainsi une gouttelette ; dans le cas d’un noyau, l’émission d’une particule par un noyau, en dépit de la force nucléaire forte, se traduit par un potentiel total du noyau et de la particule émise dans un état d’énergie inférieure. Du fait que les nucléons soient quantifiés, seules des valeurs entières sont tracées sur la carte des isotopes ; cela indique que la limite de stabilité n’est pas linéaire mais ressemble plutôt à une fonction en escalier de plus près.
En français, on trouve parfois les expressions « limite de liaison », « limite de liaison nucléaire en nombre de neutrons/protons », « limite de stabilité en neutron/proton », « limites théoriques d’existence de noyaux liés », « limite d’existence neutron/proton », « limite de cohésion nucléaire » ou encore « limites de cohésion du noyau ».
L’expression « limite de stabilité » ne doit pas être confondue avec la vallée de stabilité. Elle n’oppose pas les noyaux stables aux noyaux radioactifs mais les noyaux liés (qui ont une énergie de liaison positive) — qu'ils soient radioactifs ou non — aux noyaux qui sont non-liés.

## Les noyaux proches des limites de stabilité sont rares sur Terre
Des trois types de radioactivités se produisant naturellement (α, β et γ), seule la radioactivité alpha est un type de radioactivité résultant de l'interaction nucléaire forte. Les autres radioactivités proton et neutron ont lieu beaucoup plus tôt dans la vie des espèces atomiques et avant que la Terre n'ait été formée. Ainsi la désintégration alpha peut-elle être considérée soit comme une décroissance de particule ou, moins fréquemment, comme un cas spécial de fission nucléaire. L'échelle de temps pour la force nucléaire forte est beaucoup plus rapide que l'interaction faible ou que la force électromagnétique, ainsi le temps de vie des noyaux au-delà de la limite de stabilité est généralement de l'ordre de la nanoseconde ou moins. Pour une désintégration alpha, l'échelle de temps peut être beaucoup plus longue que l'émission d'un proton ou d'un neutron du fait de la hauteur de la barrière de potentiel coulombienne vue par une particule alpha dans un noyau (la particule alpha doit passer par effet tunnel à travers cette barrière). En conséquence, il n'existe aucun noyau naturel sur Terre qui se désintègre en émettant un proton ou un neutron ; en revanche, de tels noyaux peuvent être créés, par exemple, dans les laboratoires avec des accélérateurs ou naturellement dans les étoiles.
De telles désintégrations de particule ne sont habituellement pas connues du fait que la décroissance par émission de particule est gouvernée par l'interaction forte, qui comme la force coulombienne dans le cas des particules chargées, peut agir très rapidement (de l'ordre de la femtoseconde ou moins). Au niveau de la physique nucléaire, les noyaux qui se situent au-delà de la limite de stabilité dans des particules non-liées et ne sont pas considérées comme existantes, parce qu'elles ne peuvent uniquement exister que dans le continuum plutôt que dans des états quantifiés discrets.  Au niveau des limites de stabilité proton et neutron, une commodité nomenclaturale est de considérer les noyaux se désintégrant par radioactivité bêta comme stables (strictement parlant ce sont des particules stables), du fait de la différence significative des échelles de temps entre ces deux modes de décroissance.
Ainsi, le seul type de noyaux qui ont un temps de demi-vie suffisamment long et qui se décroissent en émettant un proton ou un neutron sont de la classe des décroissances bêta-retardée, où d'abord l'isospin d'un nucléon est inversé (proton en neutron ou vice-versa) via la décroissance bêta, puis si l'énergie de séparation d'une particule est inférieure à zéro, le noyau fils émettra une particule. La plupart des sources γ sont techniquement des décroissances γ β-retardées ; quelques sources γ sont α-retardées mais elles sont généralement catégorisées avec les autres sources α.

## Origine de la structure nucléaire des limites de stabilité
Il est possible de voir l'origine des limites de stabilité en considérant les niveaux d'énergie dans un noyau. L'énergie d'un nucléon dans un noyau correspond à l'énergie de masse moins son énergie de liaison. Par ailleurs, il est nécessaire de prendre en compte une énergie provenant de la dégénérescence : par exemple un nucléon avec une énergie E1 sera obligé d'avoir une énergie supérieure E2 si tous les états d'énergie inférieurs sont remplis. Cela provient du fait que les nucléons sont des fermions et qu'ils obéissent à la statistique de Fermi–Dirac. Le travail effectué pour porter ce nucléon à un niveau d'énergie supérieur se traduit par une pression connue comme pression de dégénérescence.
L'énergie d'un nucléon dans un noyau peut donc être vue comme son énergie de masse moins son énergie de liaison effective qui décroit lorsque des niveaux d'énergie supérieurs sont peuplés. Éventuellement, cette énergie de liaison effective peut devenir nulle lorsque le niveau d'énergie occupé le plus haut, l'énergie de Fermi, est égal à l'énergie de masse d'un nucléon. À ce moment, ajouter un nucléon avec le même isospin au noyau n'est pas possible, étant donné que le nouveau nucléon aura une énergie de liaison effective négative, c'est-à-dire qu'il est énergétiquement plus favorable (le système aura une énergie totale plus basse) pour le nucléon d'être créé en dehors du noyau. Il s'agit de la limite de stabilité pour cet élément.

## Intérêt astrophysique
En astrophysique nucléaire, les limites de stabilité sont particulièrement utiles pour délimiter les frontières d'une nucléosynthèse explosive ainsi que dans d'autres circonstances ce qui se passe dans des conditions de température et de pression extrême que l'on rencontre dans des objets telles que des étoiles à neutrons.

### Nucléosynthèse
Les environnements astrophysiques explosifs offrent souvent des très grands flux de particules de hautes énergies qui peuvent être capturées par des noyaux graine. Dans ces environnements, la capture neutronique radiative, que ce soit des protons ou des neutrons, sera beaucoup plus rapide que la décroissance bêta, et comme les environnements astrophysiques avec de grands flux de neutrons et des protons de haute énergie ne sont pas connus jusqu'à présent, les réactions se produiront avant la décroissance bêta et conduiront à atteindre les limites de stabilité proton ou neutron suivant le cas. Cependant, une fois que le noyau a atteint une limite de stabilité, aucun nucléon supplémentaire ne peut rejoindre ce noyau et le noyau doit d'abord décroitre par radioactivité bêta avant que la capture d'un nucléon supplémentaire ne puisse avoir lieu.

#### Photodésintégration
Alors que la limite de stabilité fixe les limites ultimes de la nucléosynthèse primordiale, dans des environnements de haute énergie, le chemin de la combustion peut être limité avant que la limite de stabilité ne soit atteinte par la photodésintégration, où un rayon gamma de haute énergie éjecte un nucléon hors d'un noyau. Le même noyau est soumis en même temps à un flux de nucléons et de photons, de sorte qu'un équilibre est atteint lorsque la masse augmente pour une espèce nucléaire donnée. En ce sens, on pourrait aussi imaginer une limite de stabilité qui s'applique à la photodésintégration dans des environnements particuliers, mais du fait que les nucléons sont énergiquement expulsés des noyaux et ne sont pas émis comme des « gouttes », dans un tel cas, la terminologie est trompeuse et n'est pas utilisée.
Comme le bain de photons est généralement décrit par une distribution de Planck, les photons de plus haute énergie seront moins abondants, et ainsi la photodésintégration ne deviendra pas significative jusqu'à ce que le l'énergie de séparation d'un nucléon commence à approcher de zéro à mesure qu'on se rapproche de la limite de stabilité, où la photodésintégration peut être induite par des rayons gamma de plus faible énergie. À 109 K, la distribution de photons est suffisamment énergétique pour expulser les nucléons de n'importe quel noyau qui a une énergie de séparation inférieure à 3 MeV, mais pour savoir quels noyaux existent et dans quelle abondance, on doit tenir compte également de la capture radiative.
Comme la capture neutronique peut avoir lieu dans n'importe quel régime d'énergie, la photodésintégration de neutron n'est pas importante excepté aux hautes énergies. Cependant, comme les captures de proton sont empêchées du fait de la barrière coulombienne, la section efficace de ces réactions avec des particules chargées sont grandement limitées, et dans les régimes de haute énergie, où la capture de proton a une plus grande probabilité de se produire, il existe souvent une compétition entre la capture de proton et la photodésintégration qui a lieu dans la fusion explosive de l'hydrogène ; mais du fait que la limite de stabilité proton est relativement beaucoup plus proche de la vallée de stabilité bêta que de la limite de stabilité neutron, la nucléosynthèse peut dans certains environnement se dérouler aussi loin que la limite de stabilité des nucléons.

#### Points d'attente et échelles de temps
Une fois que la capture radiative ne peut plus avoir lieu sur un noyau donné, soit du fait de la photodésintégration ou de la limite de stabilité, les réactions nucléaires futures, conduisant à des masses supérieures, doivent soit passer par une réaction avec un noyau plus lourd, tel que 4He, ou plus souvent attendre pour une désintégration bêta. Les espèces nucléaires où une fraction significative de la masse s'accumule durant un épisode particulier de la nucléosynthèse sont appelées « points d'attente », puisque de futures réactions par captures radiatives rapides sont retardées. Il n'existe pas de définition explicite de ce que constitue un point d'attente, et des critères quantitatifs s'appuyant sur une faction de masse pour un noyau donné à un temps donné en fonction de l'échelle de temps de la nucléosynthèse est souhaitable.
Comme cela a déjà été souligné, les décroissances bêta sont les processus les plus lents qui ont lieu dans une nucléosynthèse explosive. Du point de vue de la physique nucléaire, les échelles de temps d'une nucléosynthèse explosive sont évaluées simplement en sommant les temps de demi-vie de décroissance bêta impliqués, puisque l'échelle de temps des autres processus nucléaire est négligeable en comparaison, même si en pratique, de manière rigoureuse, cette échelle de temps est dominée par la somme de quelque temps de demi-vie d'une poignée de points d'attente nucléaire.

#### Processus «r»
Le processus de capture rapide de neutrons a lieu probablement très près de la limite de stabilité neutron. Ainsi le flux de réaction dans le processus « r » est-il généralement considéré comme ayant lieu le long de la imite de stabilité neutron. Cependant, les sites astrophysiques du processus « r », bien que largement admis comme prenant place dans l'effondrement de cœur des supernovæ, sont inconnus. En outre, la limite de stabilité neutron est très mal déterminée expérimentalement, et les modèles de masse nucléaire donnent diverses prédictions pour l'emplacement précis de la limite de stabilité neutron. En fait, la physique nucléaire de la matière très riche en neutrons est un sujet assez nouveau et a déjà conduit à la découverte de l'île d'inversion et des noyaux à halo tels que 11Li, qui en raison d'une peau de neutrons très diffuse, a un rayon total comparable à celui de 208Pb. Bien que la limite de stabilité neutron et que le processus « r » soient liés de très près en recherche, il existe une frontière inconnue en attente de futurs résultats de recherche, aussi bien au niveau théorique qu'expérimental.

#### Processus «rp»
Le processus de capture rapide de protons dans les sursauts X a lieu au niveau de la limite de stabilité proton à l'exception près de quelques points d'attente liés à la photodésintégration. Cela comprend les noyaux 21Mg, 30S, 34Ar, 38Ca, 56Ni, 60Zn, 64Ge, 68Se,
72Kr, 76Sr et 80Zr,.
Une tendance claire de la structure nucléaire qui se dégage est l'importance de l’appariement, comme on le remarque tous les points d'attente ci-dessus sont à des noyaux avec un nombre pair de protons et tous, à l'exception de 21Mg ont également  un nombre pair de neutrons. Toutefois, les points d'attente dépendront des hypothèses du modèle de sursaut X, comme la métallicité, le taux d'accrétion et l'hydrodynamique, avec bien sûr les incertitudes nucléaires, et comme mentionné ci-dessus, la définition exacte du point d'attente peut ne pas être la même d'une étude à l'autre. Bien qu'il y ait des incertitudes nucléaires, par rapport à d'autres processus de nucléosynthèse explosif, le processus « rp » est assez bien contraint expérimentalement, comme tous les noyaux aux points d'attente ci-dessus ont au moins été observés en laboratoire. Donc comme les entrées de physique nucléaire peuvent être trouvées dans la littérature ou les compilations de données, l' infrastructure de calcul pour l'astrophysique nucléaire permet de faire du post-traitement des calculs sur les différents modèles de sursaut X, et de définir soi-même les critères des points d'attente, ainsi que de modifier tout paramètre nucléaire.
Alors que le processus « rp » dans sursauts X peut rencontrer une difficulté au passage du point d'attente de 64Ge, il est certain que dans les pulsars X où le processus « rp » est stable, la limite de stabilité alpha situe une limite supérieure proche de A = 100 pour la masse, qui peut être atteinte par des réactions continues ; l'emplacement exact de la limite de stabilité alpha est une question actuellement débattue, et 106Te est connu pour décroitre par émission de particule alpha tandis que 103Sb est lié. Cependant, il a été démontré que s'il y a des épisodes de refroidissement ou de mélange de précédents noyaux dans la zone de réaction, des noyaux aussi lourds que 126Xe peuvent être créés.

### Étoiles à neutrons
Dans les étoiles à neutrons, des noyaux lourds riches en neutrons existent puisque des électrons relativistes pénètrent dans les noyaux et produisent des désintégrations bêta inverses, dans lequel un électron se combine avec un proton dans le noyau pour faire un neutron et neutrino électronique :
{\displaystyle p+e^{-}\rightarrow n+\nu _{e}}
Comme de plus en plus de neutrons sont créés dans les noyaux les niveaux d'énergie des neutrons se remplissent jusqu'à un niveau d'énergie égal à la masse au repos d'un neutron. À ce stade, tout d'électrons pénétrant un noyau permettra de créer un neutron, qui s'échappera hors du noyau. À ce stade, nous avons :
{\displaystyle E_{F}^{n}=m_{n}c^{2}\,}
Et à partir de ce point l'équation
{\displaystyle E_{F}^{n}={\sqrt {(p_{F}^{n})^{2}c^{2}+m_{n}^{2}c^{4}}}\,}
s'applique, où pFn est l'impulsion de Fermi du neutron. Alors que nous pénétrons plus profondément dans l'étoile à neutrons la densité de neutrons libres augmente, et comme l'impulsion de Fermi augmente avec l'augmentation de la densité, l'énergie de Fermi augmente, de sorte que les niveaux d'énergie plus bas que le niveau supérieur atteint l'énergie de séparation neutron et de plus en plus de neutrons s'écoulent des noyaux de telle sorte que nous obtenons des noyaux dans un fluide de neutrons. Éventuellement, tous les neutrons s'écoulent des noyaux et nous avons atteint le fluide de neutrons à l'intérieur de l'étoile à neutrons.

## Valeurs connues

### Limite de stabilité neutron
Les valeurs de la limite de stabilité neutron sont connues uniquement pour les huit premiers éléments, de l'hydrogène à l'oxygène,. Pour Z = 8, le nombre maximal de neutrons est 16, donnant 24O comme l'isotope de l'oxygène le plus lourd possible.
Le magnésium 40 (Z = 12), observé pour la première fois en 2007, se situe aussi sur la drip line des neutrons. En fait son neutron le plus externe n'est pas confiné dans le noyau, et 40Mg ne doit son état de noyau lié qu'à l'existence de couplages neutron-neutron. Il présente aussi des transitions nucléaires inattendues,.
Le sodium 39, découvert en 2022, est lui aussi proche de la limite de stabilité.

### Limite de stabilité proton
La position générale de la limite de stabilité proton est bien établie. Pour tous les éléments apparaissant naturellement sur Terre et ayant un nombre impair de protons, au moins une espèce avec une énergie de séparation proton négative a été observée expérimentalement. Jusqu'au germanium, la position de la limite de stabilité de plusieurs éléments avec un nombre pair de protons est connue, mais aucun au-delà de ce point n'est listé dans les données nucléaires évaluées. Il existe quelques cas exceptionnels où, du fait de l'appariement nucléaire, il y a quelques isotopes liés au-delà de la limite de stabilité proton, tels que 8B et 178Au[réf. nécessaire]. On peut également noter que proche des nombres magiques, la limite de stabilité est moins connue. Une compilation des premiers noyaux non-liés connus au-delà de la limite de stabilité proton est donné ci-dessous, avec le nombre de protons Z et les isotopes correspondants, issus du National Nuclear Data Center.
| Z  | Isotope      |
| -- | ------------ |
| 1  | N/A          |
| 2  | 2He          |
| 3  | 5Li          |
| 4  | 5Be          |
| 5  | 7B, 9B       |
| 7  | 11N          |
| 8  | 12O          |
| 9  | 16F          |
| 11 | 19Na         |
| 12 | 19Mg         |
| 13 | 21Al         |
| 15 | 25P          |
| 17 | 30Cl         |
| 19 | 34K          |
| 21 | 39Sc         |
| 23 | 42V          |
| 25 | 45Mn         |
| 27 | 50Co         |
| 29 | 55Cu         |
| 31 | 59Ga         |
| 32 | 58Ge         |
| 33 | 65As         |
| 35 | 69Br         |
| 37 | 73Rb         |
| 39 | 77Y          |
| 41 | 81Nb         |
| 43 | 85Tc         |
| 45 | 89Rh         |
| 47 | 93Ag         |
| 49 | 97In         |
| 51 | 105Sb        |
| 53 | 110I         |
| 55 | 115Cs        |
| 57 | 119La        |
| 59 | 123Pr        |
| 61 | 128Pm        |
| 63 | 134Eu        |
| 65 | 139Tb        |
| 67 | 145Ho        |
| 69 | 149Tm        |
| 71 | 155Lu        |
| 73 | 159Ta        |
| 75 | 165Re        |
| 77 | 171Ir        |
| 79 | 175Au, 177Au |
| 81 | 181Tl        |
| 83 | 189Bi        |
| 85 | 195At        |
| 87 | 201Fr        |
| 89 | 207Ac        |
| 91 | 214Pa        |

### Calculsab initio
En 2020, une étude ab initio partant des interactions chirales à deux et trois nucléons a permis de calculer l'énergie de l'état fondamental et les énergies de séparation (en) de tous les noyaux plausibles de l'hélium jusqu'au fer, presque 700 nucléides au total. Les résultats sont en accord avec les résultats expérimentaux et constituent des prédictions pour les noyaux encore inconnus. Notamment, ils confirment l'existence du noyau 60Ca (40 neutrons) et prédisent celle des isotopes du calcium à 48 et 50 neutrons, voire 56 ou plus,.